# Мечеть Ибрагим аль-Ибрагим (Гибралтар)
Мечеть Ибрагим аль-Ибрагим или Мечеть короля Фахда ибн Абдель Азиз Аль Сауда или Мечеть Хранителя Двух Святых Мечетей — мечеть в южной части Гибралтара. Здание было подарком от короля Саудовской Аравии Фахда и его строительство заняло два года, и стоило приблизительно 5 миллионов £. 8 августа 1997 года она была официально открыта.
Комплекс мечети содержит школу, библиотеку, и лекционный зал. Это единственная мечеть в Гибралтаре для более, чем 2000 мусульман, что приблизительно 7 % от общего числа населения Гибралтара.